# Alan Walker (glasbeni producent)
Alan Olav Walker, angleško-norveški didžej, glasbenik, glasbeni producent in pevec * 24. avgust 1997 Northampton, Northamptonshire, Anglija.                                                        
Walker je leta 2015 prejel mednarodno priznanje po izdaji singla "Faded", ki je nadihnil veliko priljubljenost v 14 državah. Leta 2019 je bil uvrščen na 27. mesto na seznamu najboljših DJ-jev DJ Mag iz leta 2019. Leta 2018 je izdal svoj prvi studijski album Different World.